# Cooper Woestendick
Cooper Woestendick (* 16. November 2006 in Topeka, Kansas) ist ein US-amerikanischer Tennisspieler. 2024 gewann er die Juniorenausgabe der Australian Open im Doppel.

## Karriere
Woestendick war von 2021 bis 2024 auf der ITF Junior Tour aktiv. Ab den Wimbledon Championships 2023 nahm er an allen Grand-Slam-Turnieren der Junioren teil. Sein bestes Einzelresultat erzielte er 2024 mit dem Viertelfinaleinzug bei den Australian Open. Im Doppel erreichte er 2024 das Halbfinale in Wimbledon und gewann zusammen mit Maxwell Exsted den Titel bei den Australian Open. Im Laufe seiner Juniorenkarriere konnte er zudem zwei Einzel- und neun Doppeltitel verbuchen, darunter vier Turniersiege der zweithöchsten Juniorenkategorie, wie die Trofeo Bonfiglio, J1 San Diego, J1 Traralgon und die Porto Alegre Junior Championships. Seine höchste Position in der Junioren-Rangliste erreichte er im Februar 2024 mit Rang 12.
Im Jahr 2024 bestritt Woestendick seine ersten Profiturniere. Auf der ITF Future Tour gewann er seinen ersten Doppeltitel und schaffte im Einzel den Einzug in ein Viertelfinale. Außerdem qualifizierte er sich einmal für ein Turnier der ATP Challenger Tour. Ein Höhepunkt seiner Karriere war seine Teilnahme an der Qualifikation zum Indian Wells Masters, für die er aufgrund seines Junioren-Titels eine Wildcard erhalten hatte. Woestendick unterlag in der ersten Runde dem Tschechen Vít Kopřiva.
Woestendick begann 2024 ein Studium an der Texas Christian University, wo er mit der Uni-Mannschaft im College Tennis spielt. 